# Potere operaio
Potere Operaio (français : Pouvoir ouvrier) est une organisation opéraïste italienne fondée en 1967, et dont les principaux dirigeants étaient Toni Negri, Franco Piperno (en), Lanfranco Pace (it) et Oreste Scalzone.

## Histoire

### Contexte
Au cours des années 1960, dans les usines des grandes villes industrielles du Nord, un décalage s'opère peu à peu entre les revendications de certains ouvriers et la pratique des syndicats. Ce décalage aboutit, dans plusieurs usines, à une rupture, surtout à partir de 1968, et à l'émergence de collectifs autonomes, comme les Comités Unitaires de Base (CUB).
Des intellectuels vont tenter alors de renouveler la pensée marxiste pour réfléchir sur les luttes ouvrières. La revue Quaderni Rossi, fondée en 1961 par Raniero Panzieri va donner naissance à un courant dissident du marxisme, l'opéraïsme. La revue rassemble essentiellement des intellectuels. Certains sont membres du PCI, comme Mario Tronti, d’autres comme Toni Negri sont membres de l’aile gauche du Parti socialiste italien (PSI). Les opéraïstes développent une nouvelle conception du marxisme qui inverse le rapport entre luttes ouvrières et développement des moyens de production. Pour eux, ce n’est pas le développement des moyens de production qui détermine les luttes ouvrières, mais au contraire les luttes ouvrières qui constituent le moteur du développement capitaliste).
La même année, les deux principaux contributeurs de la revue, Mario Tronti et Toni Negri rompent avec les Quaderni Rossi pour créer une nouvelle revue, Classe Operaia, qui prône l’intervention dans les luttes ouvrières et paraît jusqu’en 1967. Pour les opéraïstes, le socialisme n’est qu’une nouvelle forme du développement capitaliste : les luttes ouvrières doivent s’orienter au contraire dans la constitution du pouvoir ouvrier, considéré comme construction immédiate du communisme.

### 1969: fondation du mouvement

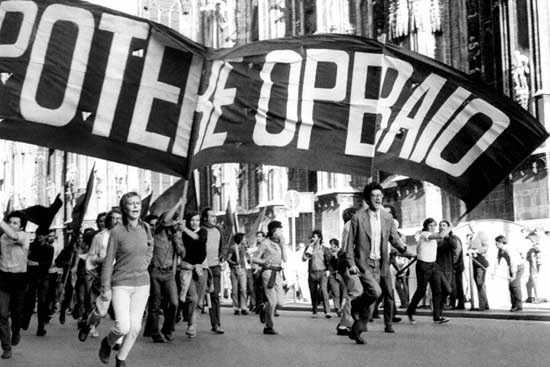
Manifestation de Potere Operaio à Milan.

L’influence des thèses opéraïstes sur les jeunes militants de gauche entraîne la naissance de plusieurs groupes qui finissent par fusionner en 1969 en fondant Potere Operaio, qui rassemble alors un millier de militants.
On peut distinguer, aux débuts de Potere Operaio, trois tendances internes. Une « aile droite » est surtout constituée par les intellectuels opéraïstes les plus âgés. Le centre est réuni autour de Toni Negri et rassemble les groupes de la région de l’Émilie-Vénétie ainsi qu’une partie des jeunes de Milan. L’aile gauche est réunie autour d’Oreste Scalzone et Franco Piperno et rassemble les groupes insurrectionnalistes de Rome, Florence, et de la région méridionale.
Au congrès de 1971, Potere Operaio se définit comme « parti de l’insurrection » et appelle ouvertement à lancer à terme une lutte armée. Les militants chantent dans leur hymne : « Sortez des lignes, prenons le fusil ; allez, camarades, à la guerre civile !». L'organisation met en place une structure clandestine, la commission « Lavoro illegale » (« travail illégal »).
Dans l'optique du mouvement, la guerre civile est un programme politique pour des militants qui prennent comme modèles les guerres de décolonisation (Vietnam, Algérie) ou les mouvements armés d'Amérique latine. Pour Potere Operaio, comme pour la plupart des organisations de cette « gauche extraparlementaire », il existe déjà une « guerre de classe » en acte dans les pays du « bloc capitaliste », c'est-à-dire une violence du patronat à laquelle il faut s'opposer par la violence,,.

### Dissolution du mouvement
Les 3 et 4 mars 1973, vingt-huit collectifs ouvriers autonomes se réunissent à Bologne en coordination nationale. L'idée la plus discutée est la constitution de l’autonomie ouvrière en force politique. Ce débat provoque une crise à l’intérieur de Potere Operaio : les militants de Potere Operaio se divisent sur la question de la lutte armée. Toni Negri veut dissoudre Potere Operaio dans les assemblées autonomes et attribuer la fonction militaire aux Brigades Rouges. Au mois de mai, les partisans de la ligne de Toni Negri sont exclus de Potere Operaio au congrès de Rosolina. Regroupés autour du journal Rosso, ils vont désormais s’organiser au sein des « Collectifs Politiques Ouvriers » du nord de l’Italie.
Potere Operaio va alors commencer à s'essouffler rapidement, alors que se crée l'Autonomie ouvrière (Autonomia Operaia), que beaucoup de ses militants vont rejoindre.
En décembre 1974, Potere Operaio fusionne avec le Comitato Comunista Autonomo pour créer le Comitato Comunista per il Potere Operaio.